# 王怡
王 怡（おう い、Wang Yi; 1973年6月－）。中華人民共和国の学者、弁護士。プロテスタント改革派教会の牧師、秋雨聖約教会の主任教師。
中国政府非公認の秋雨聖約教会の牧師を務めていたが、中国政府がイスラム教とキリスト教信者を対象とした宗教に関する取り締まりを実施した一環で2018年12月に逮捕、勾留され、2019年12月に四川省成都市の裁判所にて懲役9年の判決が下された。裁判所の発表では、「国家権力を転覆させるために扇動した」とされ、「違法なビジネス活動」も行っていたとしている。
妻は蔣蓉で、子が1人がいる。

## 経歴
1973年四川省三台县に生まれ、四川大学法学院卒。21世紀からネット上で作家をしている。